# Newark Liberty International Airport
Newark Liberty International Airport, beter bekend als Newark International Airport is een internationale luchthaven tussen de steden Newark en Elizabeth in de staat New Jersey in de VS. Het ligt zo'n ongeveer 15 mijl (24,1 km) ten zuidwesten van Manhattan (New York).
Het vliegveld is eigendom van de Port Authority of New York and New Jersey, die onder andere ook John F. Kennedy Int. Airport (JFK) en LaGuardia Airport (LGA) bezit. Newark is het op vijf na drukste vliegveld van de Verenigde Staten; de luchthaven van Atlanta (Hartsfield-Jackson International Airport) voert deze lijst aan.
In 2011 had Newark 409.988 vluchtbewegingen en 33.701.031 passagiers.